# Canarium kaniense
Canarium kaniense är en tvåhjärtbladig växtart som beskrevs av Carl Karl Adolf Georg Lauterbach. Canarium kaniense ingår i släktet Canarium och familjen Burseraceae. Utöver nominatformen finns också underarten C. k. globigerum.